# Acourtia glandulifera
Acourtia glandulifera là một loài thực vật có hoa trong họ Cúc. Loài này được (D.L.Nash) B.L.Turner mô tả khoa học đầu tiên năm 1978.